# Eric Knight
Eric Oswald Mowbray Knight (* 10. April 1897 in Menston, West Yorkshire, Großbritannien; † 14. Januar 1943 bei Paramaribo, Niederländisch-Guayana) war ein US-amerikanischer Schriftsteller. Sein bekanntestes Buch ist Lassie Come-Home (1940), auf dem die Filme und Fernsehserien über die Collie-Hündin Lassie basieren.

## Frühe Jahre
Eric Knight wurde 1897 in England als einer von drei Söhnen des wohlhabenden Diamantenhändlers Frederic Harrison Knight und dessen Frau Marion Hilda Creasser geboren, übersiedelte mit seinen Eltern jedoch bereits in früher Kindheit nach Südafrika, da sein Vater dort Arbeit fand. Als die Mutter nach dem Tod des Vaters einen US-Amerikaner heiratete, zog Knight im Alter von 15 Jahren mit ihr nach Massachusetts.
Nach seinem Schulabschluss studierte Knight zunächst Kunst an der New York National Academy of Design, danach arbeitete er für diverse Zeitungen und schrieb Filmrezensionen und Drehbücher, unter anderem für den Regisseur Frank Capra.
Am 28. Juli 1917 heiratete er Dorothy Caroline Noyes Hall (1899–1948), mit der er drei Töchter bekam. Die Ehe wurde 1932 geschieden. Am 2. Dezember desselben Jahres heiratete er Ruth Frances „Jere“ Brylawski aus Philadelphia, eine erfolgreiche Sportfechterin, die 1932 für die Olympischen Spiele nominiert war.

## Lassie
Nach der Heirat mit seiner zweiten Frau kauften die beiden eine Farm in Springtown, Pennsylvania, auf der sie Collies und andere Hunde aufzogen. Das Vorbild für Lassie war nach Auskunft von Jere Knight der Collie Toots, den die beiden als Welpen bekamen und der im Alter von 14 Jahren starb.
Nachdem das Ehepaar nach New York City umgezogen war, schrieb Knight die Kurzgeschichte von Lassie, die erstmals am 17. Dezember 1938 in der The Saturday Evening Post veröffentlicht wurde. Sie wurde schnell populär und der Winston-Verlag sicherte sich die Rechte daran. Die 1940 als Buch herausgegebene Erzählung wurde sofort zum Bestseller und mittlerweile in 24 Sprachen übersetzt. MGM kaufte die Filmrechte, und 1943 erschien der erste Kinofilm Lassie Come Home (lief in Deutschland unter dem Titel Heimweh) mit der zehnjährigen Elizabeth Taylor. Weitere Filme und Fernsehserien folgten, und Lassie wurde zum wohl berühmtesten Hund der Welt.
Den weltweiten Erfolg der treuen Collie-Dame erlebte ihr Schöpfer Eric Knight nicht mehr. Er stattete dem Filmset 1942 noch einen Besuch ab, starb aber im Januar 1943 vor der Uraufführung, als er mit einer Douglas C-54 im Urwald in der Nähe von Paramaribo in Niederländisch-Guayana (heute Suriname) abstürzte. Alle 35 Insassen des USAAF-Transportflugzeugs, zehn Besatzungsmitglieder und 25 Passagiere, kamen ums Leben. Die Absturzursache konnte nie geklärt werden.

## Weitere Veröffentlichungen (Auswahl)
- Invitation to Life (1934)
- Song on Your Bugles (1936)
- The Flying Yorkshireman (1938)
- The Happy Land (1940)
- This Above All (1942)